# Подорож гідних
«Подорож гідних» — радянський двосерійний телефільм 1979 року, знятий режисером Хабібом Файзієвим на кіностудії «Узбекфільм».

## Сюжет
Пригодний телефільм про юних шукачів скарбів. З Ташкента до Бухари їдуть на екскурсію в канікули піонери, вибрані з найкращих, але для двох піонерів Шахіра та Вітьки ця поїздка насамперед можливість відшукати скарби останнього еміра Бухари, який їх сховав, коли війська Червоної Армії підійшли до міста. У Бухарі на двох друзів вже чекають їхні спільники, такі ж піонери Анвар і Гулька, які мають карту можливого місця захованих скарбів. І після прибуття в Бухару, четвірка шукачів скарбів починає їх пошуки, потрапляючи при цьому в смішні і безглузді ситуації.

## У ролях
- Б. Турсунов — Шакір, піонер-скарбошукач
- А. Семенов — Вітька Орєшин, піонер-скарбошукач
- Пулат Баяндієв — Рустам Абдулаєв, піонер-ерудит
- Радик Аскаров — Анвар, піонер-скарбошукач
- Динара Касимова — Гулька, піонерка-скарбошукач
- Ігор Рейхштдадт — Юра, піонер
- В. Попова — Марічка, принципова піонерка-лідер
- Ш. Аброров — Махмуд Шукуров, піонер-егоїст
- Туган Режаметов — Саліх Анварович / майстер Устомурод, вчитель ташкентських школярів / будівельник мінарету
- Ахат Абдурахманов — Пулат Саліхович
- Рано Хамраєва — Хуяса Абдулаївна
- Обіджан Юнусов — директор школи (озвучив Євген Весник)
- Якуб Ахмедов — останній емір Бухари
- Набі Рахімов — Фазил Артиков, дідусь Анвара та Гульки
- Максуд Мансуров — батько Шакіра
- О. Мухамедова — Айхон, мама Шакіра
- Людмила Поречіна — Клава, мама Вітьки
- Юрій Гусєв — Юра, батько Вітьки
- Р. Садиков — піонер
- С. Поречін — піонер
- Н. Шаріпова — піонер
- К. Хмара — піонер
- Н. Умарходжаєва — піонер
- Алішер Курманов — піонер
- Д. Ріхсієва — піонер
- А. Файзієв — піонер
- О. Файзієв — піонер
- Г. Коломпар — епізод
- Вахаб Абдуллаєв — батько піонера-відмінника/нукер (озвучив Юрій Саранцев)
- Яхйо Файзуллаєв — фізрук
- Раджаб Адашев — вчитель географії / нукер
- Шариф Кабулов — вартовий хана / нукер
- А. Асадов — епізод
- Ахмад Файзієв — придворний хана
- Р. Шукуров — епізод
- Максуд Атабаєв — вчитель
- Улугбек Джамалов — піонервожатий із Бухари
- Х. Наїмов — епізод
- Б. Алієв — епізод
- Айбарчин Бакірова — вчителька
- Євген Сегеді — дідусь піонера

## Знімальна група
- Режисер — Хабіб Файзієв
- Сценарист — Володимир Барабаш
- Оператори — Нажміддін Гулямов, Микола Хмара
- Композитор — Юрій Тер-Осіпов
- Художник — Наріман Рахімбаєв